# Robert Tear
Pour les articles homonymes, voir Tear.
Robert Tear (né le 8 mars 1939 à Barry, au pays de Galles et mort le 29 mars 2011,) est un ténor britannique, chanteur scénique et d'œuvres sacrées. Il est considéré comme l'un des trois plus grands ténors britanniques de l'ère moderne, les autres étant Peter Pears et Philip Langridge.

## Biographie
Robert Tear étudia le chant à Cambridge, où il fut membre du chœur du King's College de 1957 à 1961. Il devint ensuite membre de l'English Opera Group et chanta des rôles de plus en plus importants du répertoire anglophone tant en Grande-Bretagne qu'à l'étranger. En 1970, il fit ses débuts à Covent Garden à l'occasion de la création de The Knot Garden de Michael Tippett. Outre le répertoire anglais, de Henry Purcell à Benjamin Britten, Robert Tear pratique également des opéras italien et russe, et est très demandé comme interprète mozartien (Tamino, Belmonte, Idomeneo...).
La voix, la carrière et le répertoire de Robert Tear présentent d'étonnantes similitudes avec son contemporain Peter Schreier, qui avait lui aussi commencé sa carrière comme membre d'une chorale d'église et à l'instar duquel Tear pratique assidument le chant sacré (cantates  de Jean-Sébastien Bach, oratorios de Georg Friedrich Haendel...).
Il meurt le 29 mars 2011 à 72 ans.

## Discographie Sélective
- Hector Berlioz, Requiem, Robert Tear, ténor, London Philharmonic Choir and Orchestra, dir. André Prévin. CD Emi 1980